# Carlos Botelho
Carlos Botelho (* 18. September 1899 in Lissabon, Portugal; † 18. August 1982 ebenda) war ein portugiesischer Maler, Illustrator, Comiczeichner, politischer Karikaturist und Satiriker. Er war einer der bedeutendsten portugiesischen Maler seiner Zeit. Seine Werke sind im Chiado Museum (Museu Nacional de Arte Contemporânea do Chiado) und im Zentrum für moderne Kunst José de Azeredo Perdigão (Centro de Arte Moderna José de Azeredo Perdigão, Centro de Arte Moderna Gulbenkian) in Lissabon ausgestellt.

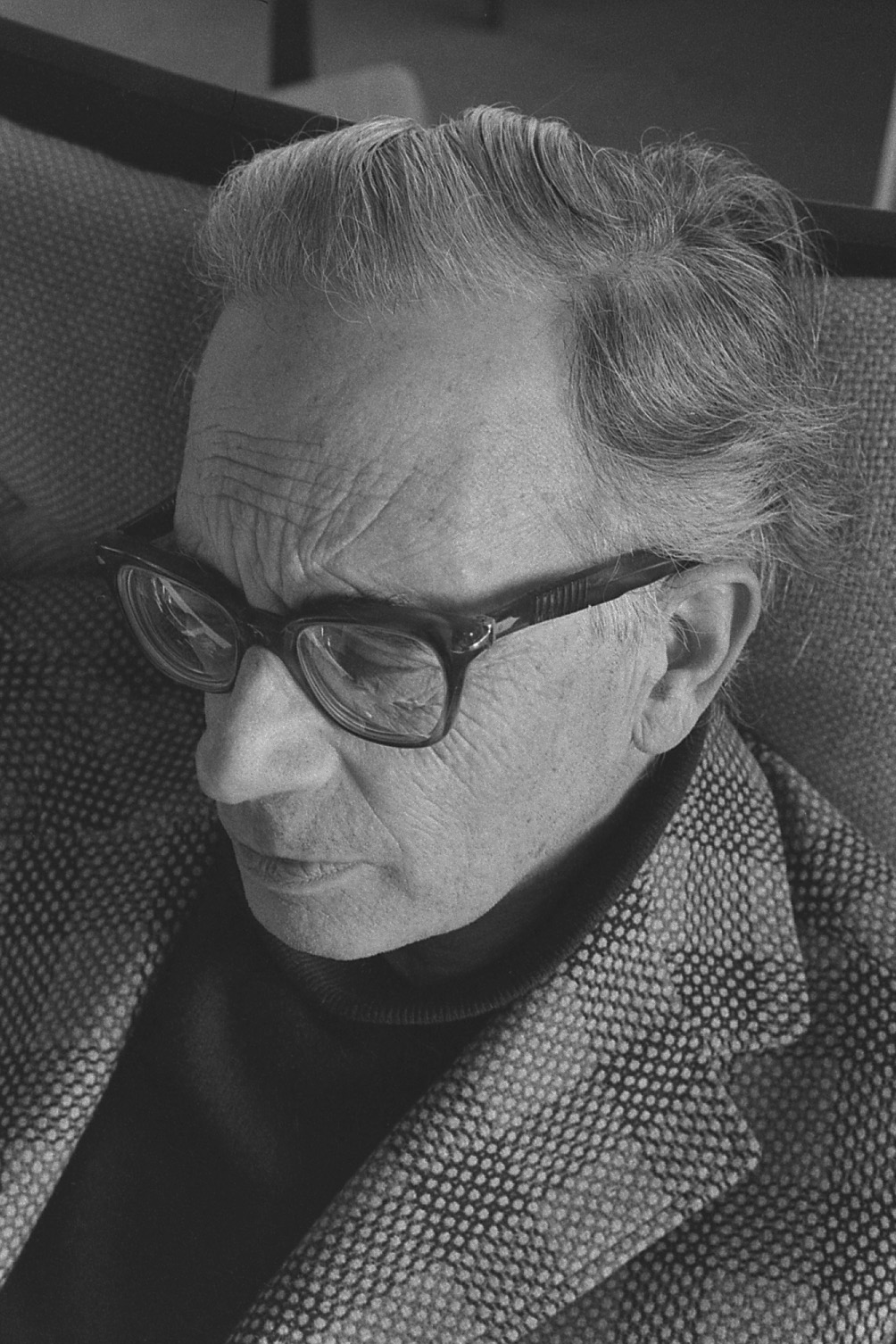
Carlos Botelho, 1971

## Leben
Carlos Botelho wurde 1899 in Lissabon geboren. Hochbegabt, da er Geige spielte und ein Talent zum Zeichnen besaß, begann er seine künstlerischen Studien 1929 an freien Akademien in Paris. Er bereiste danach diverse europäische Länder und die USA.
1938 erhielt er den höchsten Kunstpreis Portugal, den Premio Souza-Cardoso.
Botelho war ein außerordentlich vielseitiger Mann. So war er tätig als Teppich- und Kachelkünstler, Bühnenbildner, Dekorateur, Zeichner und Karikaturist.
1932 hatte er seine erste Einzelausstellung in Lissabon. Seit 1930 lebte er regelmäßig in Lissabons Stadtteil, der Mouraria.
Hauptthema seines Schaffens war Lissabon in verschiedenen Varianten. Der Maler starb am 18. August 1982 in seiner Heimatstadt.

## Werke

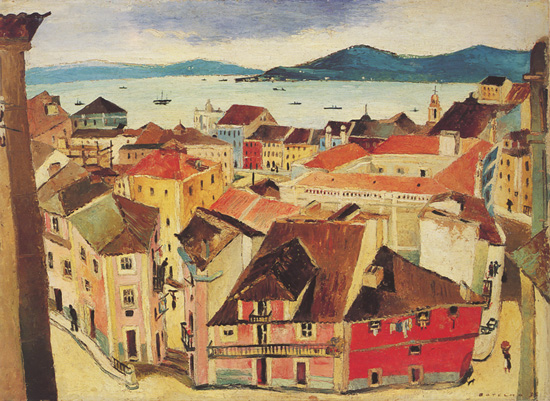
Lissabon Bouquet, 1935, Öl auf Leinwand, 72 × 100 cm
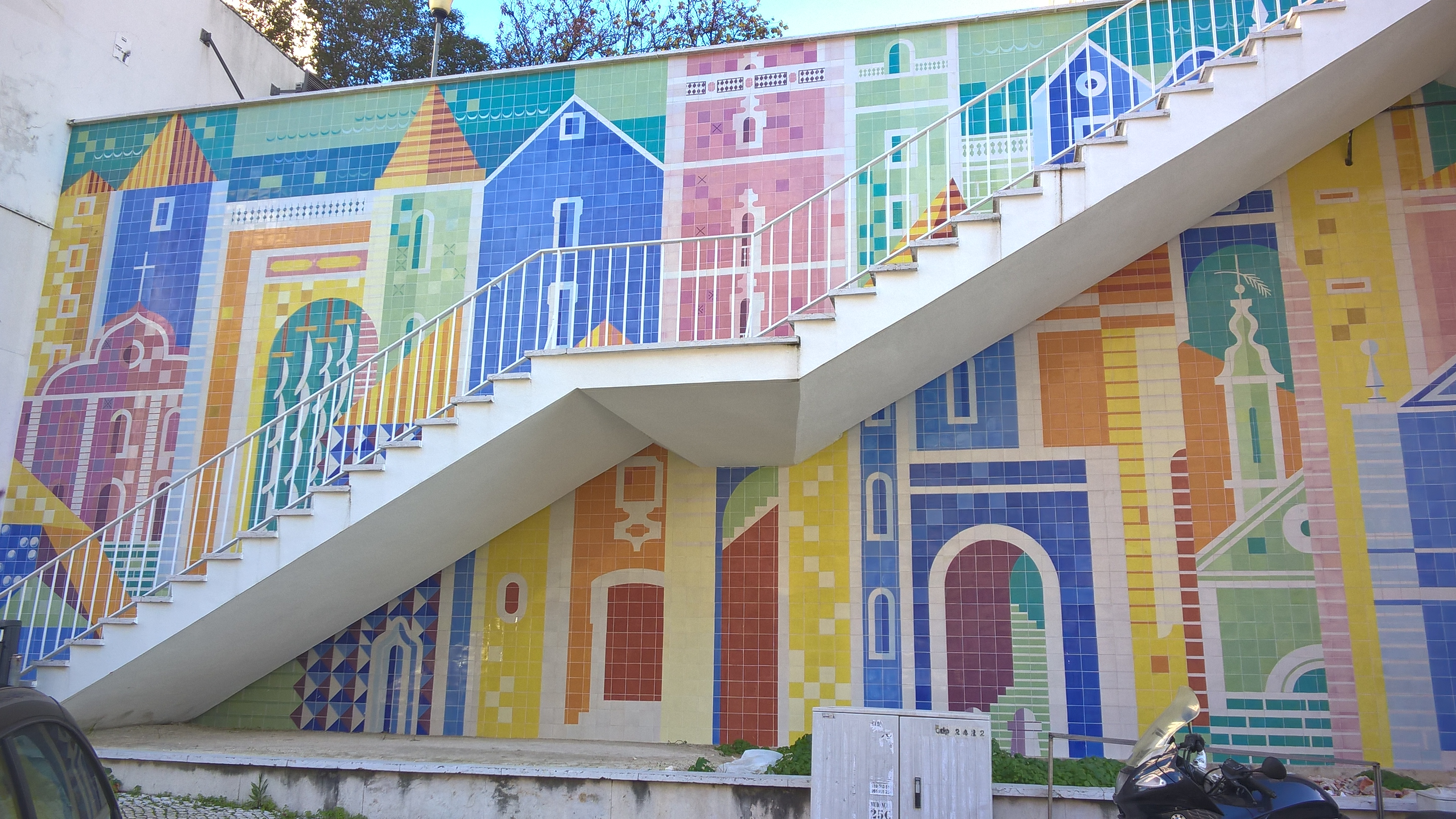
Fliesenkunstwerk, 1956–57
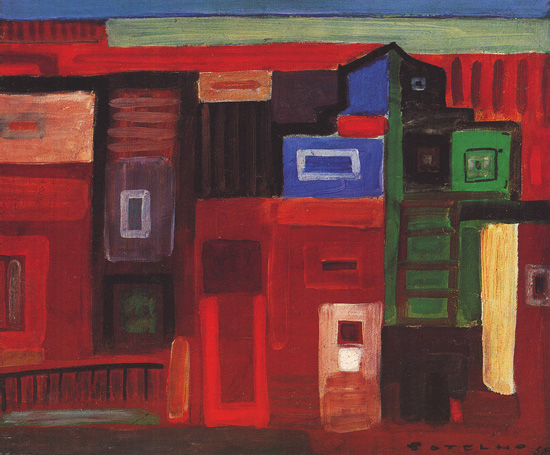
Alte Häuser, 1958, Tempera auf Leinwand, 46 × 55 cm
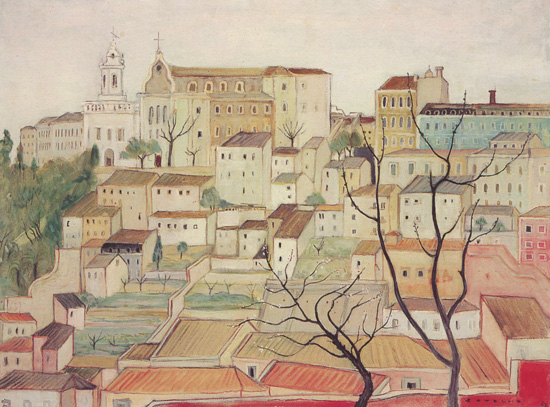
Lissabon, 1962, Öl auf Leinwand, 54 × 76,5 cm

## Ausstellungen (Auswahl)
- 1957: 1st Exhibition of Plastic Arts (Société nationale des beaux-arts – SNBA)[3]
- 1960: 2nd Exhibition of Plastic Arts (Calouste Gulbenkian Foundation – FCG)[3]